# Grigoriu Roman
Grigoriu Roman (n. 1878, Vima - d. ?, ?) a fost un deputat în Marea Adunare Națională de la Alba Iulia, organismul legislativ reprezentativ al „tuturor românilor din Transilvania, Banat și Țara Ungurească”, cel care a adoptat hotărârea privind Unirea Transilvaniei cu România, la 1 decembrie 1918.

## Biografie
Grigoriu Roman, a fost invățător în satul Laschia din judetul Maramures, fiind animatorul și conducătorul corului sătesc. Si-a continuat activitatea după 1918 contribuind la emanciparea culturală a a zonei.